# ミッドウェイ (アーカンソー州ホットスプリング郡)
ミッドウェイ（Midway）はアメリカ合衆国アーカンソー州ホットスプリング郡にある町。2000年3月3日に発足した。2010年の国勢調査による人口は389人。アーカンソー州にはミッドウェイという地名が複数存在する。

## 地理
ミッドウェイはホットスプリング郡の南西に位置し、ウォシタ川と州間高速道路30号線にはさまれ、東のドナルドソンと西のフレンドシップの間にある。最寄りの州間高速30号の出入り口は、ミッドウェイ南端から西へ2.5マイル (4.0 km)離れたフレンドシップのExit 83またはミッドウェイ北端から北へ4マイル (6 km)離れたソーシャルヒルのExit 91である。アメリカ国道67号線が町の南部を通り、南東の町境でウォシタ川を渡る。
アメリカ合衆国国勢調査局によれば町の総面積は3.6平方マイル (9.2 km2)、うち水面は0.01平方マイル (0.03 km2)で、水面積率は0.32%である。

## エルモア
ミッドウェイ町内には、エルモア（Elmore）というゴーストタウンがある。エルモアはオー・ヘンリーの小説『よみがえった改心』の舞台となった町で、主人公で金庫破りのジミー・ヴァレンタインはこの町で出会った女性に恋をして改心し、ラルフ・スペンサーと名乗り靴屋を開業する。ジミーがエルモアにやって来た理由は作中で言及されていないが、警察当局がジミーの潜伏先として考えないであろう「普通の場所」であることや、もし見つかっても鉄道が通っているため、すぐ逃亡できることが理由として推測できる。